# Georg Thulin
Georg Åke Ludvig Thulin, född 4 april 1902 i Falun, död 13 oktober 1990 i Kungsholms församling i Stockholm, var en svensk jurist och ämbetsman.
Georg Thulin avlade juris kandidatexamen i Uppsala 1928. Han gjorde tingstjänstgöring och genomgick polisutbildning 1929–1933 och blev landsfogde i Västernorrlands län 1933. Han var statspolisintendent 1937–1963 och Stockholms siste underståthållare 1964–1968.
Georg Thulin är begravd på Bromma kyrkogård.

## Utmärkelser
- Kommendör med stora korset av Nordstjärneorden, 6 juni 1968.[2]